# Sofia la principessa
Sofia la principessa (Sofia the First) è una serie animata statunitense, creata in computer grafica, prodotta dalla Walt Disney Pictures Television Animation Distribution e distribuita dalla Disney Junior Original Productions in seguito al successo dell'episodio introduttivo di 1 ora, Sofia - C'era una volta una principessa, ed è stata trasmessa negli Stati Uniti dall'11 gennaio 2013 e in Italia dall'11 maggio dello stesso anno su Disney Junior e in replica in chiaro su Rai 2 a partire dal 18 novembre del medesimo anno.
La serie fa parte del franchise delle Principesse Disney e si distingue da tutte le altre a causa dell'irregolare frequenza della messa in onda negli Stati Uniti su Disney Junior: tra un episodio e l'altro ci sono pause che variano da 1 a 13 settimane all'interno della stessa stagione.

## Trama
Sofia, una normale bambina di 8 anni, viene istruita per diventare una principessa, quando la mamma Miranda sposa re Roland II, che ha già due figli pressappoco della sua età, gemelli tra loro, Amber e James. Durante le sue avventure, grazie ad un ciondolo magico, la dolce Sofia sarà aiutata dalle altre principesse Disney: Cenerentola, Jasmine, Belle, Ariel, Aurora, Biancaneve, Mulan, Rapunzel, Tiana e Merida. Le sue maestre sono invece le tre fate buone de La bella addormentata nel bosco ed insegnano nella Reale Accademia del regno di Incantia. Presto Sofia scoprirà che essere principessa non è così facile come si potrebbe pensare e la sfarzosa vita di corte, tra carrozze trainate da cavalli alati e fedeli servitori, non è tutta rose e fiori.

## Episodi
| Stagione         | Episodi         | Prima TV USA | Prima TV Italia |
| ---------------- | --------------- | ------------ | --------------- |
| Episodio pilota  | Episodio pilota | 2012         | 2013            |
| Prima stagione   | 24              | 2012-2014    | 2013-2014       |
| Seconda stagione | 29              | 2014-2015    | 2014-2016       |
| Terza stagione   | 28              | 2015-2017    | 2016-2017       |
| Quarta stagione  | 26              | 2017-2018    | 2017-2019       |

### Episodi speciali
C'era una volta una principessa
È il primo episodio speciale, della durata di 1 ora, ed è l'episodio pilota della serie. L'episodio, che ha come apparizione speciale la principessa Cenerentola dall'omonimo film Disney, è stato trasmesso il 18 novembre 2012 negli Stati Uniti e in Italia il 13 aprile 2013.
Avventura a Tangu
È il secondo episodio speciale, di normale durata, ed è della prima stagione. L'episodio ha come apparizione speciale la principessa Jasmine dal film Aladdin ed è stato trasmesso negli Stati Uniti il 14 giugno 2013 e in Italia il 19 ottobre dello stesso anno.
L'amuleto e l'inno
È il terzo episodio speciale, di normale durata, ed è della prima stagione. L'episodio ha come apparizione speciale la principessa Belle dal film Disney La bella e la bestia ed è stato trasmesso negli Stati Uniti il 13 settembre 2013 e in Italia il 9 giugno 2014.
Il castello sul mare
È il quarto episodio speciale, della durata di 1 ora, ed è della prima stagione. L'episodio, che ha come apparizione speciale la principessa Ariel dal film Disney La sirenetta, è stato trasmesso il 24 novembre 2013 negli Stati Uniti e in Italia il 12 aprile 2014.
Le festività a Incantia
È il quinto episodio speciale, di normale durata, ed è della prima stagione. L'episodio ha come apparizione speciale la principessa Aurora dal film Disney La bella addormentata nel bosco ed è stato trasmesso negli Stati Uniti il 1º dicembre 2013 e in Italia l'8 dicembre 2014.
Il banchetto magico
È il sesto episodio speciale, di normale durata, ed è della seconda stagione. L'episodio ha come apparizione speciale la principessa Biancaneve dal film Disney Biancaneve e i sette nani ed è stato trasmesso negli Stati Uniti il 4 aprile 2014 e in Italia il 2 giugno dello stesso anno.
Principesse alla riscossa
È il settimo episodio speciale, di normale durata, ed è della seconda stagione. L'episodio ha come apparizione speciale la principessa Mulan dall'omonimo film Disney ed è stato trasmesso negli Stati Uniti il 15 agosto 2014 e in Italia il 2 novembre 2015.
L'incantesimo dell'amuleto
È l'ottavo episodio speciale, della durata di 1 ora, ed è della seconda stagione. L'episodio, che ha come apparizione speciale la principessa Rapunzel dal film Disney Rapunzel - L'intreccio della torre, è stato trasmesso il 23 novembre 2014 negli Stati Uniti e in Italia il 23 febbraio 2015.
Il dono di Invernia
È il nono episodio speciale, di normale durata, ed è della seconda stagione. L'episodio ha come apparizione speciale la principessa Tiana dal film Disney La principessa e il ranocchio ed è stato trasmesso negli Stati Uniti il 12 dicembre 2014 e in Italia il 9 novembre 2015.
La biblioteca segreta
È il decimo episodio speciale, di normale durata, ed è della terza stagione. L'episodio ha come apparizione speciale la principessa Merida dal film Disney Pixar Ribelle - The Brave ed è stato trasmesso negli Stati Uniti il 12 ottobre 2015 e in Italia il 22 febbraio 2016.
Sofia la principessa Speciale festa del papà - I "pellicanti": questi sconosciuti!
È l'undicesimo episodio speciale, di normale durata, ed è della terza stagione. In Italia è uscito al cinema il 19 marzo 2017 in occasione della festa del papà: in realtà l'episodio era già andato in onda in televisione il 30 novembre 2016 con il titolo La giornata papà e figlie.

## Personaggi
- Principessa Sofia: è la protagonista della serie. Ha 8 anni. All'inizio era solo una bambina normale, ma poi quando sua madre Miranda ha sposato il Re è diventata principessa. Sofia si rivela essere goffa e ingenua e non riesce ad ambientarsi alla vita regale. Re Roland le dona l'amuleto di Avalor, con il quale può capire i suoi amici animali e vedere le Principesse Disney. Nel corso della serie, Sofia riesce ad adattarsi al suo nuovo ruolo e il rapporto con i suoi amici (in particolare con la sorellastra Amber) maturano gradualmente. Nella terza stagione scopre La Biblioteca Segreta e ne diventa la protettrice. Successivamente diventa un guardiano delle Isole magiche. Nell'ultimo episodio, il giorno del diploma alla Regale Accademia, affronta e sconfigge l'ultima minaccia: Vor, e diventa una custode delle Isole magiche. Sofia capirà che essere una principessa non viene dalla vita, ma dal cuore. Ha occhi azzurri e capelli castani, ed indossa un abito viola di giorno e una camicia da notte azzurra di notte. Doppiata da Ariel Winter in inglese e da Agnese Marteddu in italiano.

- Principessa Amber: è la sorellastra di Sofia. All'inizio è gelosa di lei e qualche volta la tratta anche male, ma presto il loro rapporto cambierà. Qualche volta la accompagna in diverse avventure. Nella quarta stagione viene deciso che sarà l'erede al trono di Incantia. È bionda ed indossa un abito giallo di giorno e una camicia da notte bianca-gialla di notte. Doppiata da Darcy Rose Byrnes in inglese e da Sara Labidi in italiano.

- Principe James: è il fratello di Amber e sorellastro di Sofia. È desideroso di diventare Re, ma non può essendo nato sette minuti dopo la gemella Amber. Nella quarta stagione si decide che sarà il cavaliere di Incantia. È biondo ed Indossa una divisa verde e pantaloni bianchi. Doppiato da Zach Callison in inglese e da Francesco Ferri in italiano.

- Re Roland ll: è il padre di Amber e James, marito di Miranda, patrigno di Sofia e sovrano di Incantia. È buono e giusto. È lui a donare l'amuleto di Avalor a Sofia e dimostra di volerle bene, Nell'ultimo episodio, si scopre che aveva espresso al pozzo dei desiderio il desiderio di avere Amber e James, e che sua moglie, la Regina, morì dopo il parto. Si innamoro di Miranda quando la chiamo per un lavoro a palazzo. Ha capelli ed occhi castani ed indossa una divisa blu. Doppiato da Travis Willingham in inglese e da Massimo Bitossi in italiano.

- Regina Miranda: è la amorevole madre di Sofia ed è la regina di Incantia. Ha capelli castani ed occhi azzurri ed inossa un abito rosa. Lavorava come ciabattina al villaggio. Nell'ultimo episodio, si scopre che suo marito (il padre biologico di Sofia) morì in un incidente in mare. Doppiata da Sara Ramírez in inglese e da Emanuela D'Amico in italiano.

- Clover: il simpatico coniglietto amico di Sofia. Doppiato in inglese da Wayne Brady e in italiano da Fabrizio Vidale.

- Cedric Il Mago: antagonista principale della serie. È un mago malvagio, ma anche un po' inesperto. Brama di diventare sovrano di Incantia, e prova molte volte di rubare a Sofia il suo amuleto, senza successo. Però nel corso della serie, aiuta Sofia in varie avventure, ed inizia a creare un affetto per lei. Nel primo episodio della quarta stagione (Il giorno dei maghi), proprio quando ha l'occasione di diventare Re di Incantia, Sofia lo redime del tutto. Cedric chiede così perdono, riguadagnandosi l'amicizia di Re Roland e il rispetto, e, nel episodio finale, salvando Sofia e Prisma, realizza il suo più grande sogno: essere ricordato come "Cedric Il Grande". Doppiato in inglese da Jess Harnell e da Alberto Bognanni in italiano.

- Beccalegno: il corvo nero di Cedric. Meschino e perfido e suo personale aiutante. Al contrario di Cedric, non si ravvede e si unisce a Vor, ma alla fine viene imprigionato. Doppiato da Jim Cummings in inglese e da Luca Biagini in italiano.

- Prisma: è l'antagonista principale dell'ultima stagione. È una ex apprendista delle Guardiane di Cristallo che, sedotta dal potere, cerca di ottenere il controllo della magia antica contenuta nei Cristalli del Tempo. Intelligente, ambiziosa e manipolatrice, Prisma rappresenta una minaccia crescente per il regno di Incantia, cercando di riscrivere la storia a suo favore. Alla fine della serie libera ed aiuta Vor, ma viene arrestata. Doppiata in inglese da Megan Hilty.

- Vor: antagonista finale della serie. Una malvagia strega che viene liberata da Prisma e che brama di conquistare Incantia, il tutto in un'epica battaglia finale. Nel episodio finale, affronta Sofia dentro l'amuleto di Avalor, ma Sofia avendo capito che l'amore che ha è la sua risorsa, riesce ad ucciderla. Doppiata in inglese da Paty Lombard.

Nel corso della serie ci sono diverse comparse di personaggi dei Classici Disney.

## Altri media
Il 29 gennaio 2015 è stato annunciato uno spin-off della serie, intitolato Elena di Avalor. Iniziata nel 2016, la serie ha come protagonista Elena Castillo Flores, la prima principessa latino-americana della Disney. C'è stato un crossover tra i personaggi delle due serie nello special televisivo Elena e il segreto di Avalor. 
Nel 2024 viene annunciato un sequel della serie intitolato Sofia The First: Royal Magic e previsto per il 2026 su Disney Jr. e Disney+.